# 1025
| [ Edytuj tabelę ]              |                                                               |
| Książę Polski                  | - 992 Bolesław I Chrobry 1025                                 |
| Król Polski                    | - 1025 Bolesław I Chrobry 1025 - 1025 Mieszko II Lambert 1031 |
| Król Angkoru                   | - 1010 Surjawarman I 1048                                     |
| Król Anglii                    | - 1014 Knut Wielki 1035                                       |
| Hrabia Aragonii i król Nawarry | - 1000 Sancho III Wielki 1035                                 |
| Hrabia Barcelony               | - 1017 Berengar Rajmund I 1035                                |
| Książę Bawarii                 | - 1005 Henryk V 1026                                          |
| Książę Burgundii               | - 1016 Henryk I 1032                                          |
| Cesarz Bizancjum               | - 976 Bazyli II Bułgarobójca 1025 - 1025 Konstantyn VIII 1028 |
| Cesarz Chin                    | - 1022 Song Renzong 1063                                      |
| Książę Czech                   | - 1012 Oldrzych 1033                                          |
| Król Danii                     | - 1018 Knut Wielki 1035                                       |
| Władca Egiptu                  | - 1021 Az-Zahir 1036                                          |
| Król Francji                   | - 996 Robert II Pobożny 1031                                  |
| Król Gruzji                    | - 1014 Jerzy I 1027                                           |
| Hrabia Holandii                | - 993 Dirk III 1039                                           |
| Cesarz Japonii                 | - 1016 Go-Ichijō 1036                                         |
| Kalif                          | - 991 Al-Kadir 1031                                           |
| Hrabia Kastylii                | - 1017 Garcia II Sanchez 1029                                 |
| Król Kastylii                  | - 1000 Sancho III 1035                                        |
| Wielki książę Kijowa           | - 1019 Jarosław Mądry 1054                                    |
| Patriarcha Konstantynopola     | - 1019 Eustacjusz 1025 - 1025 Aleksy I Studyta 1043           |
| Władca Korei                   | - 1009 Hyŏnjong 1031                                          |
| Król Leónu                     | - 999 Alfons V 1028                                           |
| Król Norwegii                  | - 1016 Olaf II Haraldsson 1028                                |
| Hrabia Palatynatu              | - 994 Ezzon 1034                                              |
| Papież                         | - 1024 Jan XIX 1032                                           |
| Hrabia Portugalii              | - 1017 Nuno I i Ilduara Mendes 1028                           |
| Książę Saksonii                | - 1011 Bernard II 1059                                        |
| Król Szkocji                   | - 1005 Malcolm II 1034                                        |
| Król Szwecji                   | - 1022 Anund Jakub 1050                                       |
| Doża Wenecji                   | - 1009 Otton Orseolo 1026                                     |
| Król Węgier                    | - 1000 Stefan I Święty 1038                                   |

Rok 1025 / MXXV
stulecia: X wiek ~
XI wiek ~
XII wiek

lata: 1015 «
1020 «
1021 «
1022 «
1023 «
1024 «
1025
» 1026
» 1027
» 1028
» 1029
» 1030
» 1035

## Wydarzenia w Polsce
- 18 kwietnia – w Gnieźnie koronowano Bolesława I Chrobrego (ewentualnie powtórzenie koronacji z roku 1000). Po śmierci niechętnego papieża Benedykta VIII i cesarza Henryka II Chrobremu udało się uzyskać od Rzymu zgodę na koronację i tym samym został pierwszym królem Polski.
- 25 grudnia – w katedrze gnieźnieńskiej Mieszko II Lambert został koronowany na króla Polski przez arcybiskupa gnieźnieńskiego Hipolita.

## Wydarzenia na świecie
- 15 grudnia – Konstantyn VIII został cesarzem bizantyjskim.

## Urodzili się
- Agnieszka z Poitou – regentka Świętego Cesarstwa Rzymskiego w latach 1056–1068 (zm. 1077)
- Baiyun Shouduan – chiński mistrz chan (zm. 1072)

## Zmarli
- 17 czerwca – Bolesław Chrobry, pierwszy koronowany król Polski (ur. 967)
- 15 grudnia – Bazyli II Bułgarobójca, cesarz bizantyjski (ur. 958)
- data dzienna nieznana :
  - Eustacjusz, patriarcha Konstantynopola (ur. ?)